# ايرين ريان
ايرين ريان (بالإنجليزية: Irene Ryan)‏ (و. 1902 – 1973 م) هي ممثلة، وممثلة مسرحية، وممثلة تلفزيونية، من الولايات المتحدة الأمريكية، ولدت في إل باسو، تكساس، توفيت في سانتا مونيكا، كاليفورنيا، عن عمر يناهز 71 عاماً بسبب سكتة دماغية.

## وصلات خارجية
- ايرين ريان على موقع IMDb (الإنجليزية)
- ايرين ريان على موقع ألو سيني (الفرنسية)
- ايرين ريان على موقع أول موفي (الإنجليزية)
- ايرين ريان على موقع قاعدة بيانات برودواي على الإنترنت (الإنجليزية)
- ايرين ريان على موقع قاعدة بيانات الأفلام السويدية (السويدية)
- ايرين ريان على موقع إن إن دي بي (الإنجليزية)
- ايرين ريان على موقع قاعدة بيانات الفيلم (الإنجليزية)
- ايرين ريان على موقع كينوبويسك (الروسية)